# Susan Coolidge
Susan Coolidge (właśc. Sarah Chauncey Woolsey; ur. 29 stycznia 1835 w Cleveland, zm. 9 kwietnia 1905) – dziewiętnastowieczna pisarka amerykańska. Tworzyła powieści dla dziewcząt.

## Wybrane utwory
- Po prostu Katy (What Katy did, 1872)[1]
- Co Kasia robiła w szkole (What Katy Did at School, 1873)